# Jean Bisson
Jean Bisson (Constantina, Algèria, 1930-2021). Geògraf. Doctor en lletres i professor de la Universitat François Rabelais, de Tours (França).

## Estudis sobre les Illes Balears
Va ser deixeble de Max Derruau, un dels pares de la geografia contemporània. Va exercir la docència a Alger (1960-62), Clermont-Ferrand (1962-70) i Tours (1970-93). Estudiós del món mediterrani, va treballar de manera intensa sobre les Illes Balears, en primer lloc sobre Menorca el 1963. La seva tesi doctoral va ser "La terre et l'homme aux îles Baléares" (1977). Es tracta d'un estudi profund del món agrari de les Balears, que analitza el poblament rural i les estructures agràries, el paper que hi té la propietat ciutadana i l'impacte que hi ha provocat el turisme en massa.
Entre els seus estudis sobre les Balears destaquen "La utilización del suelo en las Baleares" (1964), "Contribución al estudio de la geografia agrària de las islas" (1964), "Origen y decadencia de la gran propiedad en Mallorca" (1969), "La propiedad ciudadana en las Islas Baleares" (1972), "Frénésie, crise et reprise: un quart de siècle de tourisme hôtelier aux îles Baléares" (1986), "A l'origine du tourisme aux îles Baléares: "vocation touristique" ou receptivité du milieu d'accueil? (1986). El 1966 fou premi Ateneu de Maó per "La tierra y el hombre en Menorca".

## El Sàhara i el Magreb
Va dur a terme les seves primeres recerques sobre el Sàhara entre 1952 i 1962. El 1956 va realitzar sis missions de recerca per a l'Atlas Régional des Departements Sahariens. La guerra i procés d'independència d'Algèria li impediren acabar la tasca. A Tours va reprendre la recerca sobre el Magreb, centrant-se en l'estudi dels oasi, la sedentarització dels nòmades, la transformació de les ciutats saharianes i els processos de desenvolupament. El 1985 va publicar el llibre "Nations et régions: vers une nouvelle structuration de l'espace au Maghreb". Altres publicacions sobre l'espai magrebí i saharià foren "Développement et mutations au Sahara maghrébin" (2000), "La Libye, à la découverte d'un pays" (2000), "Libye d'hier et d'aujourd'hui" (2002), "Mythes et réalité d'un désert convoité : Le Sahara" (2003),